# Alchemilla alpigena
Espèce
Alchemilla alpigena, est une espèce de plantes à fleurs de la famille des Rosaceae et du genre Alchemilla.

## Noms communs
Alchemilla alpigena est aussi connue sous les noms d'alchémille plissée, alchémille alpigène et alchémille à feuilles en forme de main.

## Description
Il s'agit d'une plante vivace, mesurant généralement entre 10 et 20 cm. Elle arbore des feuilles glabres composées de 7 à 9 lobes.
Sa période de floraison s'étend de juin à août. Elle produit alors des fleurs, de couleur verdâtre, disposées en glomérules.

### Répartition
Cette plante est présente sur plusieurs massifs montagneux européens, comme les Alpes, le Massif Central, les Vosges, le Jura et les Pyrénées. 
On la retrouve ainsi en Allemagne, en Autriche, en Espagne, en France, en Italie, au Liechtenstein et en Suisse.
Selon l'Inventaire National du Patrimoine Naturel, Alchemilla alpigena aurait été observée en Norvège et au Groenland.

## Habitat et écologie
Cette plante se développe principalement dans un environnement montagneux ou dans les prairies, dans des milieux mésotrophes. Elle est observable jusqu'à 2 600 m d'altitude.

## Systématique
L'espèce est décrite en premier en 1894 par le botaniste suisse Robert Buser, qui la classe dans le genre Alchemilla.